# Okres Bernský Jura
Okres Bernský Jura (francouzsky Arrondissement administratif du Jura bernois, německy Verwaltungskreis Berner Jura) je jedním z okresů kantonu Bern ve Švýcarsku. Nachází se v severozápadní části kantonu a hlavním městem je Courtelary. Okres vznikl 1. ledna 2010 z bývalých správních okresů Courtelary, Moutier a La Neuveville.
Patří do správního regionu Bernský Jura, jehož je jediným okresem, a zahrnuje 40 obcí na 541,73 km² s celkem 53 744 obyvateli (k 31. prosinci 2021). Z jeho obyvatel je 83,0 % francouzsky mluvících, 10,2 % německy mluvících a 2,5 % italsky mluvících (k roku 2000). Pouze v obcích Seehof a Schelten je úředním jazykem němčina. Všechny ostatní obce mají jako úřední jazyk francouzštinu.
Od 24. listopadu 2013 probíhalo v Bernském Jurovi a kantonu Jura hlasování, které mělo rozhodnout, zda Bernský Jura zůstane v kantonu Bern, nebo zda se současným kantonem Jura vytvoří nový kanton, přičemž každá obec mohla následně hlasovat znovu samostatně s možným výsledkem enkláv a rozdělení správního obvodu. Kromě obce Moutier, která projekt podpořila, se celý Bernský Jura rozhodl 71,8 procenty proti sloučení s kantonem Jura.
Městečko Moutier, nejlidnatější obec okresu, dvakrát hlasovalo pro připojení ke kantonu Jura: nejprve 18. června 2017, ale toto hlasování bylo zrušeno, a poté 28. března 2021. Město se má k novému kantonu připojit 1. ledna 2026.

## Seznam obcí
| Znak              | Název obce        | Název obce (německy)      | Počet obyvatel (31. 12. 2021) | Rozloha (km²) | Hustota zalidnění (obyv./km²) |
| ----------------- | ----------------- | ------------------------- | ----------------------------- | ------------- | ----------------------------- |
| Belprahon         | Belprahon         | Tiefenbach                | 273                           | 3,81          | 72                            |
| Champoz           | Champoz           |                           | 163                           | 7,17          | 23                            |
| Corcelles         | Corcelles         |                           | 209                           | 6,79          | 31                            |
| Corgémont         | Corgémont         |                           | 1800                          | 17,66         | 102                           |
| Cormoret          | Cormoret          |                           | 490                           | 13,48         | 36                            |
| Cortébert         | Cortébert         |                           | 697                           | 14,76         | 47                            |
| Court             | Court             |                           | 1411                          | 24,61         | 57                            |
| Courtelary        | Courtelary        |                           | 1403                          | 22,21         | 63                            |
| Crémines          | Crémines          |                           | 510                           | 9,48          | 54                            |
| Eschert           | Eschert           | Escherz                   | 376                           | 6,58          | 57                            |
| Grandval          | Grandval          | Granfelden                | 397                           | 8,25          | 48                            |
| La Ferrière       | La Ferrière       |                           | 538                           | 14,16         | 38                            |
| La Neuveville     | La Neuveville     | Neuenstadt                | 3802                          | 6,78          | 561                           |
| Loveresse         | Loveresse         |                           | 365                           | 4,69          | 78                            |
| Mont-Tramelan     | Mont-Tramelan     | Bergträmlingen            | 108                           | 4,64          | 23                            |
| Moutier           | Moutier           | Münster                   | 7262                          | 19,61         | 370                           |
| Nods              | Nods              | Nos                       | 802                           | 26,61         | 30                            |
| Orvin             | Orvin             | Ilfingen                  | 1218                          | 21,59         | 56                            |
| Perrefitte        | Perrefitte        | Beffert                   | 469                           | 8,57          | 55                            |
| Péry-La Heutte    | Péry-La Heutte    | Büderich                  | 1913                          | 23,78         | 80                            |
| Petit-Val         | Petit-Val         | Kleintal                  | 413                           | 23,90         | 17                            |
| Plateau de Diesse | Plateau de Diesse | Tessenberg                | 2108                          | 25,55         | 83                            |
| Rebévelier        | Rebévelier        | Rupertsviler              | 41                            | 3,55          | 12                            |
| Reconvilier       | Reconvilier       | Rokwiler                  | 2356                          | 8,25          | 286                           |
| Renan             | Renan             | Rennen                    | 968                           | 12,63         | 77                            |
| Roches            | Roches            |                           | 188                           | 9,06          | 21                            |
| Romont            | Romont            | Rothmund                  | 220                           | 7,02          | 31                            |
| Saicourt          | Saicourt          |                           | 624                           | 13,77         | 45                            |
| Saint-Imier       | Saint-Imier       | Sankt Immer               | 5100                          | 20,87         | 244                           |
| Sauge             | Sauge             |                           | 820                           | 13,46         | 61                            |
| Saules            | Saules            |                           | 154                           | 4,28          | 36                            |
| Schelten          | Schelten          | francouzsky (La) Scheulte | 34                            | 5,56          | 6                             |
| Seehof            | Seehof            | francouzsky Elay          | 66                            | 8,42          | 8                             |
| Sonceboz-Sombeval | Sonceboz-Sombeval |                           | 1938                          | 14,96         | 130                           |
| Sonvilier         | Sonvilier         | Sumwiler                  | 1210                          | 23,78         | 51                            |
| Sorvilier         | Sorvilier         |                           | 290                           | 6,90          | 42                            |
| Tavannes          | Tavannes          | Dachsfelden               | 3460                          | 14,78         | 234                           |
| Tramelan          | Tramelan          | Tramlingen                | 4646                          | 24,83         | 187                           |
| Valbirse          | Valbirse          |                           | 3972                          | 18,68         | 213                           |
| Villeret          | Villeret          |                           | 929                           | 16,24         | 57                            |
| Celkem (40)       | Celkem (40)       | Celkem (40)               | 53 744                        | 541,73        | 99                            |